# کاگان
کاگان (به ازبکی: Kogon) شهری در ولایت بخارای کشور ازبکستان است که در سرشماری سال ۲۰۱۰ میلادی، ۸۷٫۶۱۲ نفر جمعیت داشته است. باشندگان این شهر همانند شهر بخارا همگی تاجیک هستند و به زبان فارسی و با لهجۀ بخارایی سخن می‌گویند.